# Wang Xiaohong (homme politique)
Pour l’article homonyme, voir Wang Xiaohong.
Wang Xiaohong (chinois simplifié : 王小洪), né le 11 juillet 1957 à Fuzhou (province de Fujian), est un homme politique chinois, ministre de la Sécurité publique depuis le 24 juin 2022.
Wang Xiaohong est également élu membre du Comité central au sein du 19e comité en 2017. Il est également vice-ministre de la Sécurité publique entre 2018 et 2022.

## Biographie

### Formation en Sécurité publique
Wang Xiaohong est né le 11 juillet 1957 à Fuzhou (province de Fujian). Xiaohong est diplômé de l'Université populaire de sécurité publique de Chine avec une spécialisation en gestion de la sécurité publique, et a obtenu un baccalauréat en économie de l'École centrale du Parti communiste chinois.
Wang Xiahong rejoint le Parti communiste chinois en décembre 1982.

### Police de Pékin
Le 26 mars 2015, il est désigné adjoint au maire du gouvernement populaire municipal de Pékin et directeur du bureau de la sécurité publique municipale de Pékin,.
Pendant le mandat de Wang Xiaohong en tant que directeur du Bureau municipal de la sécurité publique de Pékin, la police de Pékin a fait une descente le 23 décembre 2016 dans trois clubs haut de gamme impliqués dans la prostitution, le Poly Club, le Landai Club et le Lihai Celebrity Club.

### Ministère de la Sécurité publique
En mai 2016, il est désigné vice-ministre du ministère de la Sécurité publique, étant déjà adjoint au maire de la municipalité de Pékin et directeur du Bureau municipal de la sécurité publique de Pékin. En mai 2017, il est désigné vice-ministre à part entière, en haut de la hiérarchie des vice-ministres.
Lors du 19e congrès national en octobre 2017, Wang Xiaohong est élu membre du Comité central au sein du 19e comité central.
En janvier 2018, la première session du 15e Congrès national du peuple s'est tenue à Pékin et Wang Xiaohong n'était plus maire adjoint de Pékin.
En mars 2018, il est nommé secrétaire adjoint du comité du parti du ministère de la sécurité publique et vice-ministre, chargé du travail quotidien.
Le 24 avril 2020, le Comité permanent de l'Assemblée municipale de Pékin décide que Wang Xiaohong ne serait plus directeur du Bureau municipal de la sécurité publique de Pékin.
Le 19 novembre 2021, il succède à Zhao Kezhi au poste de secrétaire du Comité du Parti du ministère de la Sécurité publique.
Le 24 juin 2022, il est nommé ministre la Sécurité publique,. Wang Xiaohong est le premier ministre de la Sécurité publique avec une formation en sécurité publique depuis 1998.